# سید علی‌اصغر کاظمی
سید علی‌اصغر کاظمی زند Ali-Asghar Kazemi Zand (زاده ۶ بهمن ۱۳۱۹ تهران - درگذشته ١ فروردين ١۴٠٠)، نویسنده و برنده کتاب سال ایران (۱۳۷۳) و دارای تألیفات متعدد، استاد دانشگاه در رشته علوم سیاسی و روابط بین‌الملل، دیپلمات ارشد و اسبق ایران در سازمان ملل متحد، دریادار نیروی دریایی ارتش ایران و دارای درجه دکترای فلسفه (.PhD) در حقوق بین‌الملل (تخصص حقوق دریائی) از مدرسه Fletcher - فلچر (۱۹۷۹) در دانشگاه تافتس - Tufts University ایالات متحده آمریکا بود.

## زندگی
وی در یک خانواده مذهبی متولد شد. در سال ۱۳۳۵ وارد دبیرستان نظام تهران شد و در سال ۱۳۳۸ دیپلم ریاضی را اخذ نمود. در همان سال از طریق کنکور نیروی دریائی با اخذ رتبه اول برای طی دوره آکادمی دریائی به کشور فرانسه اعزام شد. در سال ۱۳۴۲ با درجه افسری وارد خدمت نیروی دریائی شد و تا سال ۱۳۷۰ در سمت‌های مختلف انجام وظیفه کرد. در طول خدمت در نیروی دریائی فرصت یافت مدارج مختلف علمی و آکادمیک را در رشته‌های مدیریت و حقوق بین‌الملل در کشور آمریکا طی کند. پس از بازنشستگی به عنوان هیئت علمی مدارج دانشگاهی را تا مرتبه استادی طی نمود و مشغول تدریس در دانشکده حقوق و علوم سیاسی دانشگاه آزاد اسلامی واحد علوم و تحقیقات تهران شد. وی در زمینه شعر، خطاطی، موسیقی و نقاشی نیز فعالیت داشته‌ است.

## اوضاع اجتماعی و شرایط زندگی
پدر و مادر وی به دلیل اعتقادات مذهبی هیچگاه با رفتن وی به خارج از کشور برای تحصیل و خدمت موافق نبودند. در اصل، هدف او از پیوستن به نیروی دریائی، تحصیل در خارج از کشور بود. اما حرفه تخصصی او مانع از ادامه تحصیل در سایر رشته‌های دانشگاهی نشد.

## تحصیلات رسمی و حرفه ای
بیشتر فعالیت‌های وی در تخصص حرفه‌ای نیروی دریائی بوده که در جوار آن به تحصیل و پژوهش نیز پرداخته‌ است.
- فارغ‌التحصیل آکادمی علوم دریائی کشور فرانسه (مدرسه کمیسریای دریائی) ۱۳۴۲–۱۳۳۸
- درجه کارشناسی ارشد (.M.S) در مدیریت از مدرسه تحصیلات تکمیلی نیروی دریائی آمریکا ۱۹۷۰
- درجه کارشناسی ارشد (.M.A) در علوم سیاسی (رشته امنیت بین‌الملل) از مدرسه حقوق و دیپلماسی فلچر وابسته به دانشگاه تافتس و هاروارد آمریکا (۱۹۷۷)
- درجه کارشناسی ارشد (.M.A.L.D) در حقوق و دیپلماسی از مدرسه حقوق و دیپلماسی فلچر (۱۹۷۸)
- درجه دکترای فلسفه (.PhD) در حقوق بین‌الملل (تخصص حقوق دریائی) از مدرسه فلچر (۱۹۷۹)

## استادان و مربیان
از میان استادان وی، که همه دارای تألیفات متعدد هستند می‌توان به دریادار دکتر ژاک فریه Jacques Ferrier رئیس دانشکده کمیسریای دریائی فرانسه، پروفسور رابرت فالزگراف Robert L.Pfaltgraff استاد راهنمای رساله دکتری و رئیس مرکز مطالعات سیاست خارجی کمبریج ماسا چوست، پروفسور دانیل نایهارت Daniel Nyhart از دانشگاه MiT استاد مشاور رساله دکتری، پروفسور جفری کمپ Geoffrey Kemp استاد راهنمای رساله کارشناسی ارشد و رئیس بنیاد نیکسون آمریکا، پروفسور لوتیز سون از دانشکده حقوق دانشگاه هاروارد، پروفسور لئو گروس استاد حقوق بین‌الملل و پروفسور آلفرد روبین Alfred Rubin استاد حقوق بین‌الملل نام برد.

## مشاغل و سمتهای مورد تصدی
سیدعلی اصغر کاظمی علاوه بر تصدی مشاغل رسمی طی ۳۲ سال (۷۰–۱۳۳۸) خدمت در نیروی دریائی و ستاد مشترک ارتش فعالیت‌هائی به شرح زیر داشته‌است:
- عضو و مشاور حقوقی هیئت نمایندگی ایران در اجلاس‌های مختلف کنفراس سازمان ملل متحد دربارهٔ حقوق دریاها
- عضو و حقوقدان کمیته برآورد خسارات جنگ ایران و عراق
- عضو و مشاور حقوقی هیئت نمایندگی ایران برای اجرای قطعنامه ۵۹۸ و استقرار آتش‌بس
- عضو و مشاور حقوقی هیئت اعزامی برای مذاکرات صلح ایران و عراق زیر نظر دبیرکل سازمان ملل متحد
- عضو کمیته آتش‌بس و اجرای قطعنامه ۵۹۸
- عضو پیوسته کمیته تخصصی شورای عالی برنامه‌ریزی وزارت فرهنگ و آموزش عالی (گروه علوم سیاسی و روابط بین‌الملل)

## فعالیتهای آموزشی
سید علی اصغر کاظمی در زمینه آموزشی فعالیت‌هایی را داشته‌است که به شرح زیر می‌باشد:
- استاد تمام وقت دانشکده حقوق و علوم سیاسی واحد علوم و تحقیقات دانشگاه آزاد  که وی از بانیان آن به‌شمار می‌آید.[۳]
- استاد دانشگاه دفاع ملی ارتش
- تدریس به صورت پاره وقت در دانشگاه‌های مختلف کشور

سید علی اصغر کاظمی از بانیان مراکز زیر می‌باشد:
- مرکز مطالعات خلیج فارس در نیروی دریایی که بعد به وزارت خارجه منتقل شد.
- مرکز مطالعات استراتژیک در ستاد مشترک ارتش
- دانشکده حقوق و علوم سیاسی واحد علوم و تحقیقات دانشگاه آزاد اسلامی

## جوایز و نشانها
- دریافت نشان دانش (قبل از انقلاب) به خاطر فعالیت‌های علمی در سال ۱۳۵۳
- برنده دوازدهمین دوره جایزه کتاب سال ۱۳۷۳ (کتاب روابط بین‌الملل در تئوری و عمل)[۲][۱۳]
- برنده پنجمین دوره جایزه اول کتاب دفاع مقدس در گروه تحقیق و پژوهش: بخش حقوقی[۱۴][۱۵] (کتاب ابعاد حقوقی دورنمای صلح بین ایران و عراق)[۱۶]

## آرا، گرایشها و فعالیتها
از جمله کارهای روزمره وی، نقاشی و موسیقی کلاسیک ایرانی (ردیف‌های سنتی) با سازهای ویلن، تار، سه تار و سنتور بود.
از آرا و گرایشهای خاص و نظرات وی: «همواره به فرزندان و شاگردانم می‌گویم که نسل ما در تاریخ ایران منحصر به فرد است، چرا که ما هم «چراغ نفتی» را تجربه کرده‌ایم و هم ماهواره و اینترنت را! قطعاً در هیچ دوره ای چنین تحولی شگرف در زندگی گذشتگان رخ نداده و در آینده هم بعید است اتفاق بیفتد؛ ما سهمی در این تحول نداشته‌ایم، ولی امیدوارم آیندگان، دین خود را به ملت و کشور ایران آنطور که شایسته‌است ادا کنند.»

## چگونگی عرضه آثار
سید علی اصغر کاظمی تألیفات، مقالات حقوقی، سیاسی و بین‌المللی متعددی را در مجلات و نشریات مختلف داخل و خارج کشور به چاپ رسانده‌است:
- دیپلماسی نوین در عصر دگرگونی در روابط بین‌الملل (تهران: دفتر مطالعات وزارت خارجه ۱۳۶۵)
- مدیریت بحرانهای بین‌المللی (تهران: دفتر مطالعات بین‌المللی وزارت خارجه ۱۳۶۶)
- ابعاد حقوقی حاکمیت ایران در خلیج فارس (دفتر مطالعات بین‌المللی وزارت خارجه ۱۳۶۸)
- نقش قدرت در جامعه و روابط بین‌الملل (تهران: نشر قومس، ۱۳۶۹)
- نظریه همگرایی در روابط بین‌الملل (تهران: نشر قومس، ۱۳۷۰)
- زنجیره تنازعی در سیاست و روابط بین‌الملل (تهران: نشر قومس ۱۳۷۰)
- روش و بینش در سیاست (تهران: مؤسسه چاپ و انتشارات وزارت امور خارجه ۱۳۷۴)
- سیاست سنجی (تهران: مؤسسه چاپ و انتشارات وزارت امور خارجه ۱۳۷۴)
- روابط بین‌الملل در تئوری و عمل (تهران: نشر قومس، ۱۳۷۴) برنده دوازدهمین دوره جایزه کتاب سال[۲]
- اخلاق و سیاست: نظریه سیاسی در عمل (تهران: نشر قومس، ۱۳۷۶)
- بحران نوگرایی و فرهنگ سیاسی در ایران معاصر (تهران: نشر قومس، ۱۳۷۶)
- ابعاد حقوقی دورنمای صلح بین ایران و عراق (تهران: دفتر نشر فرهنگ اسلامی ۱۳۷۷)
- بحران جامعه مدرن (تهران: دفتر نشر فرهنگ اسلامی ۱۳۷۷)
- هفت ستون سیاست (تهران: دفتر نشر فرهنگ اسلامی ۱۳۷۹)
- مدیریت سیاسی و خط مشی دولتی (تهران: دفتر نشر فرهنگ اسلامی ۱۳۷۹)
- جهانی شدن فرهنگ و سیاست (تهران: نشر قومس، ۱۳۸۰)
- پایان سیاست و واپسین اسطوره (تهران: نشر قومس، ۱۳۸۱)